# Île Pacheco
Pour les articles homonymes, voir Pacheco.
L'île Pacheco  (en espagnol : Isla Pacheco, prononcé [pa.ˈt͡ʃe.ko], à peu près comme « patchéco ») est une île appartenant à l'archipel de la Reine Adélaïde, située dans le sud du Chili. Elle est administrativement rattachée à la région de Magallanes et de l'Antarctique chilien, en Patagonie chilienne ; elle fait partie de la réserve nationale Alacalufes.

## Géographie

### Situation et caractéristiques physiques
L'île Pacheco, en forme de « L » incliné, a une superficie de 156,8 kilomètres carrés,.
De forme irrégulière, sa largeur varie de 8 à 11 milles. Elle présente un relief marqué, principalement sur son côté oriental où se trouvent le cerro Toro (500 m) et le cerro Vacas (691 m).
Elle est limitée au nord par le canal Huemul (ceb), à l'est et au sud par le canal Anita (ceb), à l'ouest par le canal Silva Varela (ceb) et par l'océan Pacifique.